# Município de Harrison (condado de Darke, Ohio)
O município de Harrison (em inglês: Harrison Township) é um município localizado no condado de Darke no estado estadounidense de Ohio. No ano de 2010 tinha uma população de 2.255 habitantes e uma densidade populacional de 25,49 pessoas por km².

## Geografia
O município de Harrison encontra-se localizado nas coordenadas 39° 57′ 35″ N, 84° 45′ 29″ O. Segundo a Departamento do Censo dos Estados Unidos, o município tem uma superfície total de 88.48 km², da qual 88.29 km² correspondem a terra firme e (0.21%) 0.19 km² é água.

## Demografia
Segundo o censo de 2010, tinha 2.255 pessoas residindo no município de Harrison. A densidade populacional era de 25,49 hab./km².